# Sibara brandegeana
Sibara brandegeana är en korsblommig växtart som först beskrevs av Joseph Nelson Rose, och fick sitt nu gällande namn av Edward Lee Greene. Sibara brandegeana ingår i släktet Sibara och familjen korsblommiga växter. Inga underarter finns listade i Catalogue of Life.